# منخفض برقان
منخفص برقان هي منطقة منخفضة تقع في جنوب دولة الكويت، تحوي على سلسلة تلال ارتفاعها مئة قدن فوق سطح البحر، أهمها: (تلال وارة - تلال برقان - تلال القرين).